# Lichtenwörth
Lichtenwörth è un comune austriaco di 2 765 abitanti nel distretto di Wiener Neustadt-Land, in Bassa Austria; ha lo status di comune mercato (Marktgemeinde).